# 김성회 (게임 개발자)
김성회(1978년 12월 13일~)는 대한민국의 방송인이다. 과거 스마일게이트와 넷마블에서 기획팀장으로 일했으며 온게임넷에서도 더 테스터, 게임플러스, 트러블 메이커 등 다양한 TV 프로그램에 출연해서 활동했다. 유튜브 채널 G식백과를 운영 중이다. 2024년 1월 19일 기준으로 구독자 84.1만 명, 조회 수 257,930,419회(2억 7,930만 419회)이다.

## 경력
- 2013년: 스마일게이트 기획팀장
- 2015년: 넷마블 기획팀장
- 2012년~2013년: 온게임넷 더 테스터
- 2013년~2018년: 온게임넷 게임플러스
- 2018년: 온게임넷 트러블 메이커
- 2018년 이후: 유튜버 G식백과

## G식백과
G식백과(G識百科)는 김성회가 운영하는 유튜브 채널이다. 슬로건은 '업계인이 털어주는 게임의 잡지식 백과사전'이다. 주로 게임 관련 이슈와 게임 소식, 인디게임 이야기를 다룬다.